# طراز تركماني
الطراز التركماني هو أسلوب في المنمنات الفارسية ظهر في أواخر القرن الخامس عشر. وقد صاغ عالم الفن البريطاني باسيل وليام روبنسون [الإنجليزية] هذا المصطلح في خمسينيات القرن العشرين لتمييز هذا الأسلوب عن أسلوب أكثر صقلًا صنع في بلاط الحكام التيموريين والتركمان. أطلق عليها اسم تركمان لأن قبائل قره قويونلو وآق قويونلو ، المعروفة باسم أقوام التركمان [الإنجليزية]، حكمت غرب إيران في النصف الثاني من القرن الخامس عشر، حيث كان النمط التركماني هو السائد.
في محاولة للتمييز بين أسلوب الرسم المحدد الذي ازدهر في إيران خلال القرن الخامس عشر في اللوحات التي أُنشئَت في ظل الإمبراطورية التيمورية، صاغ المؤرخون الغربيون مفهوم الطراز التركماني في منتصف القرن العشرين. عندما قسموا المنمنمات الفارسية لأول مرة إلى فترات زمنية في ثلاثينيات القرن العشرين، حيث كان هناك محاولات أولية لتحديد اللوحات التركمانية. استخدم عالم الفن الألماني إرنست كوهنيل عينات منشورة من مجموعات كبيرة من المخطوطات الفارسية المنمنمَة لتصنيف لوحات كل عصر. وقد ضمّن اللوحات التي أُنجِزت في عهد القره قويونلو في تقسيم مدرسة تبريز، واعتبرها تطورًا للأساليب التي تطورت في عهد أسلافهم، وخاصة الجلايريين، في مقالته في مسح البابا وأكيرمان للفن الفارسي (1938-1939). مع نشر دراسة في عام 1954 أجراها باسيل وليام روبنسون [الإنجليزية] والتي قدمت معايير أسلوبية لتحديد ما أسماه التجارة التركمانية ووصف تطورها حتى عام 1505، أصبح المصطلح راسخًا بشكل ثابت.
في الفترة ما بين عامي 1480 و1490، ازدهر الطراز التركماني. كاد هذا الفن أن يختفي بعد أن أطاحت السلالة الصفوية بالآق قويونلو في بداية القرن السادس عشر، ثم ظهر بعد ذلك أسلوب جديد للرسم بسرعة ليحل محله.

## قراءة إضافية
- Brend، Barbara (2013). Perspectives on Persian Painting: Illustrations to Amir Khusrau's Khamsah. روتليدج (دار نشر). ISBN:978-1-136-85411-8.
- Melville، Charles؛ van den Berg، Gabrielle (2017). Shahnama Studies III: The Reception of the Shahnama. دار بريل للنشر. ISBN:9789004356252.
- Robinson، Basil William (1979). "The Turkman School of 1503". في Gray، Basil (المحرر). The Arts of the book in Central Asia, 14th-16th centuries. يونسكو. ص. 215–247. ISBN:978-0906026021.